# Бежевка (Украина)
Бе́жевка (укр. Бі́жівка) — село, Бежевский сельский совет, Бурынский район, Сумская область, Украина.
Код КОАТУУ — 5920980801. Население по переписи 2001 года составляло 514 человек.
Является административным центром Бежевского сельского совета, в который, кроме того, входят сёла Болотовка и Голуби.

## Географическое положение
Село Бежевка находится на берегу реки Биж, выше по течению на расстоянии в 3 км расположены сёла Молодовка и Пасевины, ниже по течению на расстоянии в 3 км расположено село Голуби.
На реке несколько запруд.
Рядом проходит автомобильная дорога Т-2504.

## История
- Село возникло во второй половине XVII века.

## Объекты социальной сферы
- Детский сад.
- Школа I—II ст.